# Kia Niro
Kia Niro je prvním vozidlem korejské automobilky Kia Motors, které bylo od počátku vyvíjeno jako benzíno-elektrický hybrid, je v prodeji od konce roku 2016.
Jedná se o kompaktní crossover s pohotovostní hmotností 1425 kg a rozměry 4 355 x 1 800 x 1 535 mm a svou velikostí tak zapadá mezi modely Kia Cee’d a Kia Sportage.
Kia Niro má rozvor 2700 mm a nabízí zavazadlový prostor o objemu 421 litrů. Také bude možné ho vybavit tažným zařízením až pro 1300 kg těžký přívěs.
Druhá generace Kia Niro byla představena 25. listopadu 2021 na autosalonu v Soulu.

## Hybridní pohon
Zážehová jednotka 1,6 „Kappa“ GDI o výkonu 105 koní a maximálním točivém momentu 147 Nm spolupracuje s elektromotorem o výkonu 32 kW a lithium-polymerovým akumulátorem o kapacitě 1,56 kWh. Kombinovaný výkon soustavy je 141 koní s maximálním točivým momentem 264 Nm, který je dostupný od prvního převodového stupně.